# Мерцедес-Бенц GLB-класа
„Мерцедес-Бенц GLB-класа“ (Mercedes-Benz GLB-Klasse) е модел компактни автомобили с повишена проходимост на германската компания „Мерцедес-Бенц“, произвеждани от 2019 година в Мексико.
Базиран е на обща платформа с модела „Мерцедес-Бенц GLA-класа“, но по замисъл трябва да бъде по-практичен, като размерите му се доближават до тези на „Мерцедес-Бенц GLC-класа“. За разлика от тези два модела има възможност за инсталиране на трети ред седалки.